# Intsia bijuga
Intsia bijuga är en ärtväxtart som först beskrevs av Henry Thomas Colebrooke, och fick sitt nu gällande namn av Carl Ernst Otto Kuntze. Intsia bijuga ingår i släktet Intsia och familjen ärtväxter. IUCN kategoriserar arten globalt som sårbar.

## Underarter
Arten delas in i följande underarter:
- I. b. bijuga
- I. b. retusa

## Bildgalleri

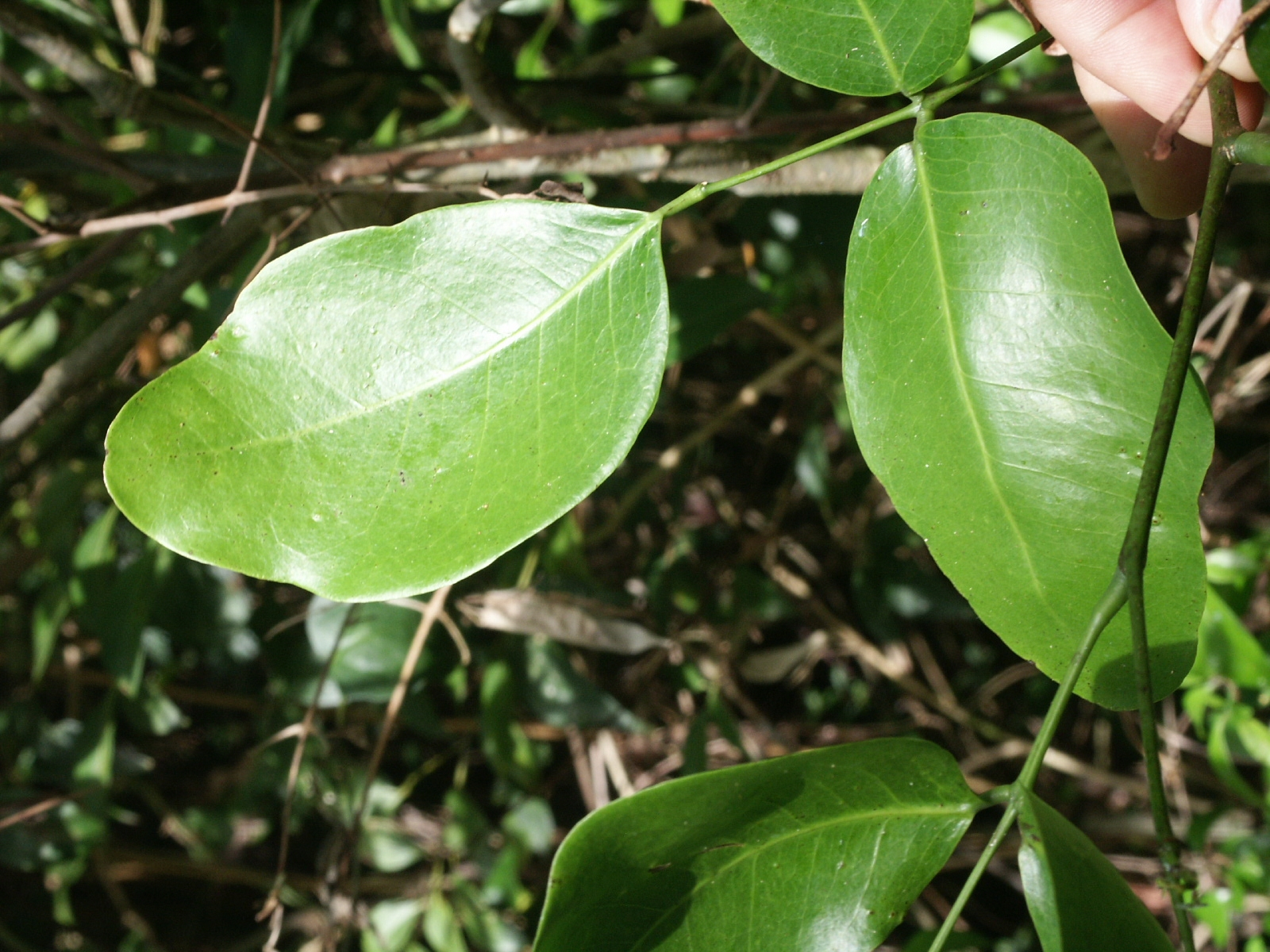
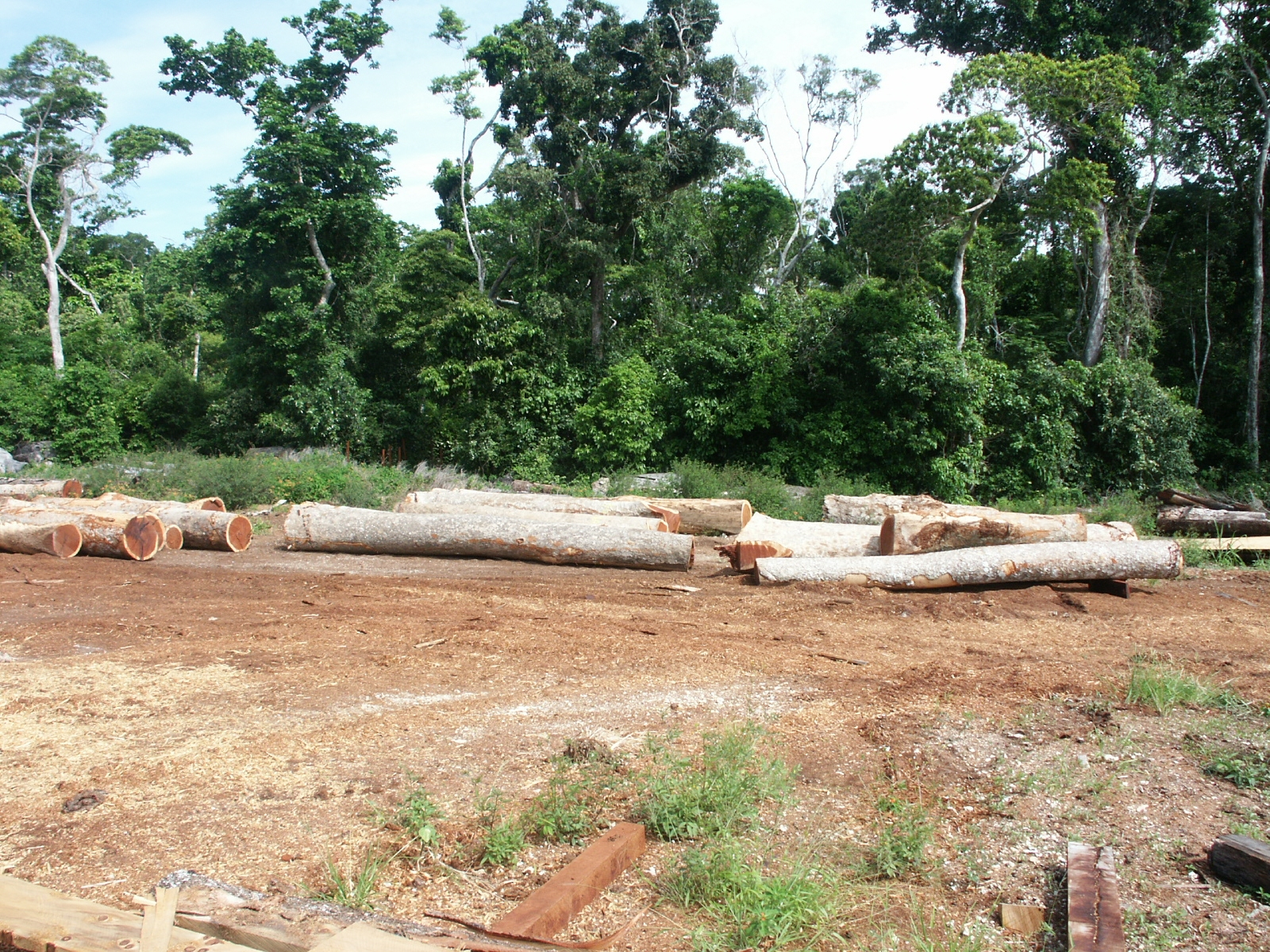
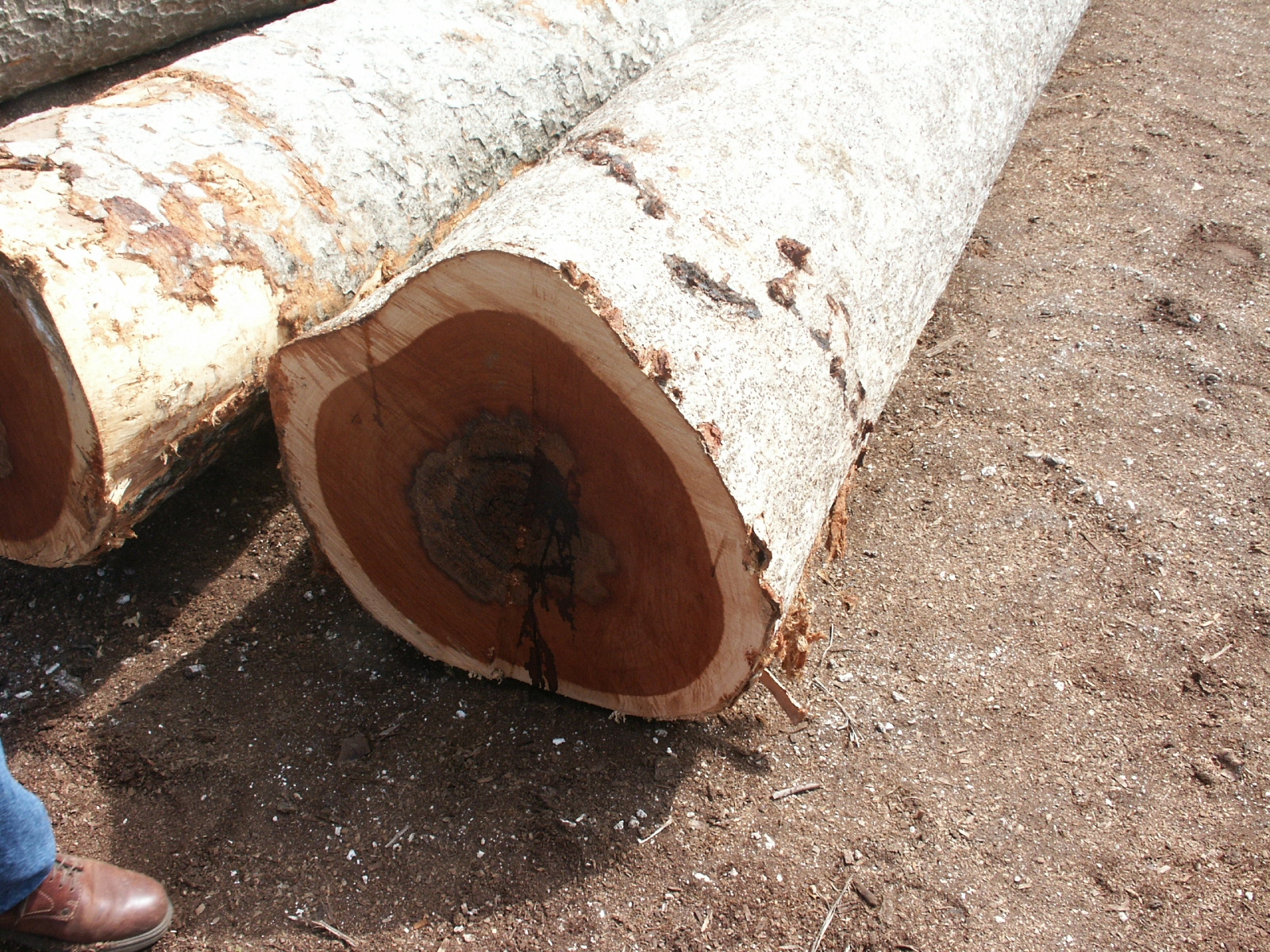
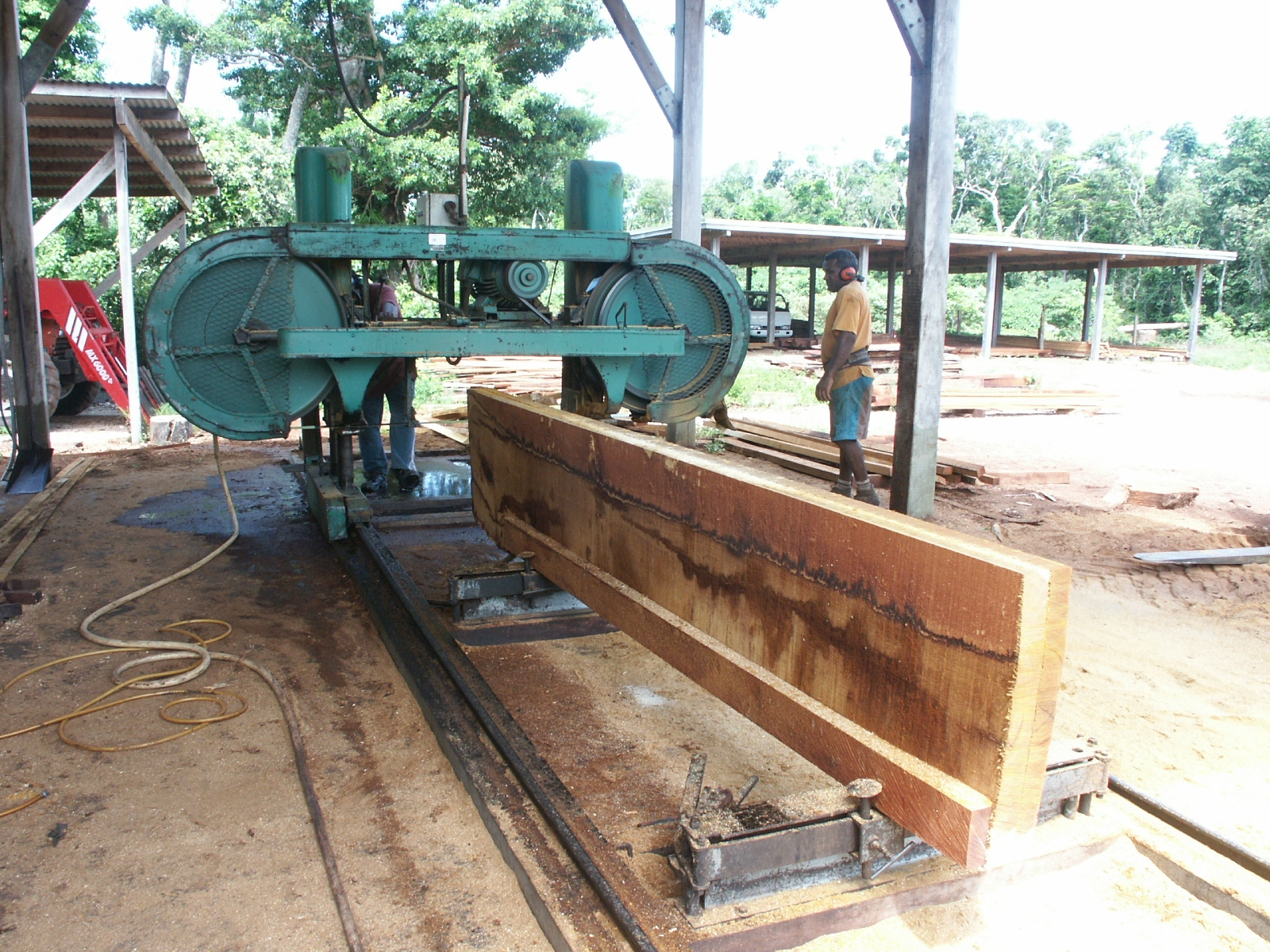
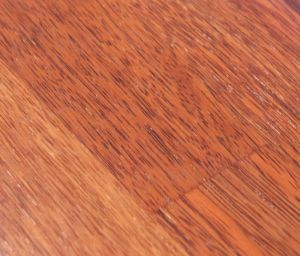
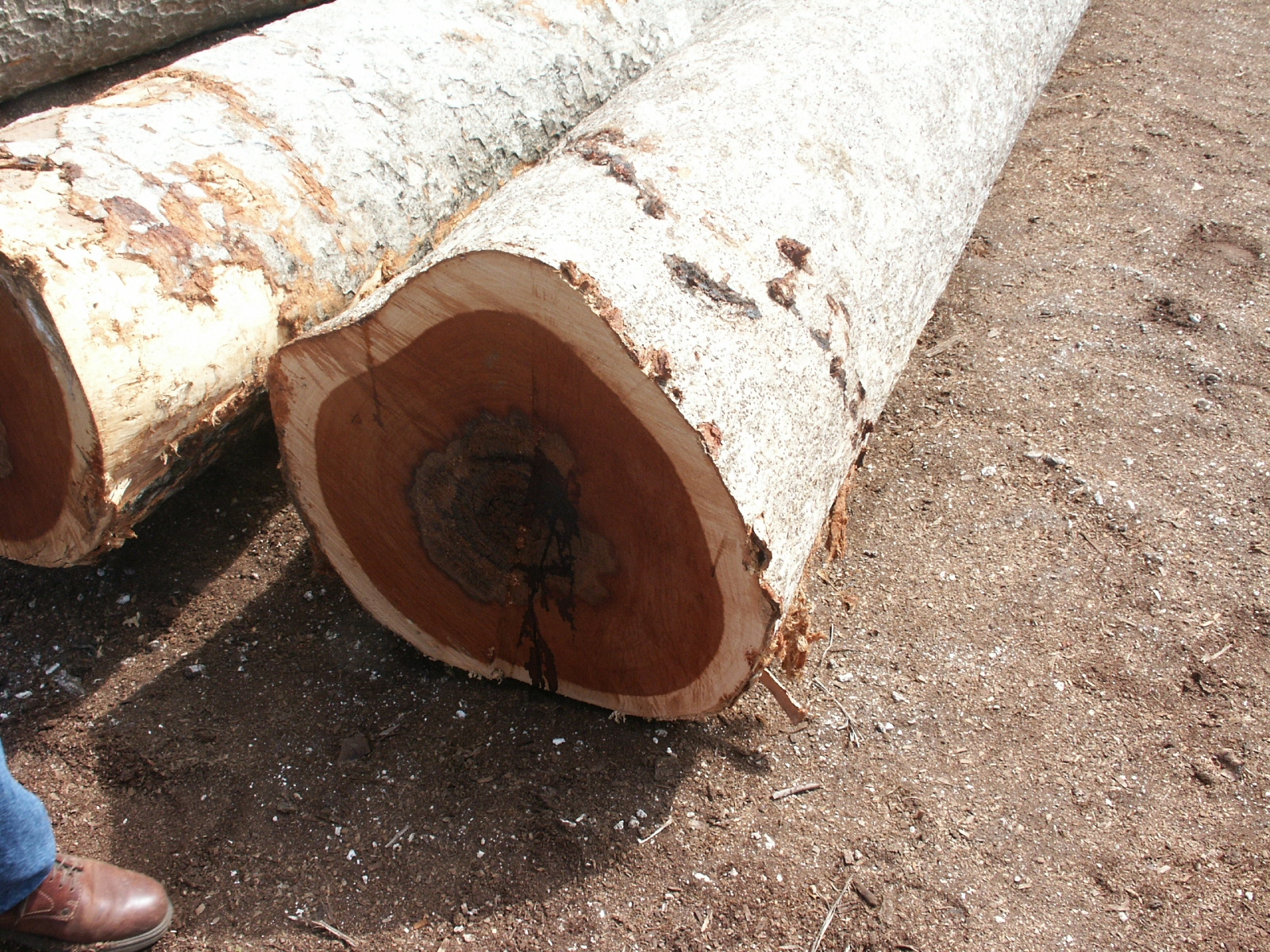